# Competizione

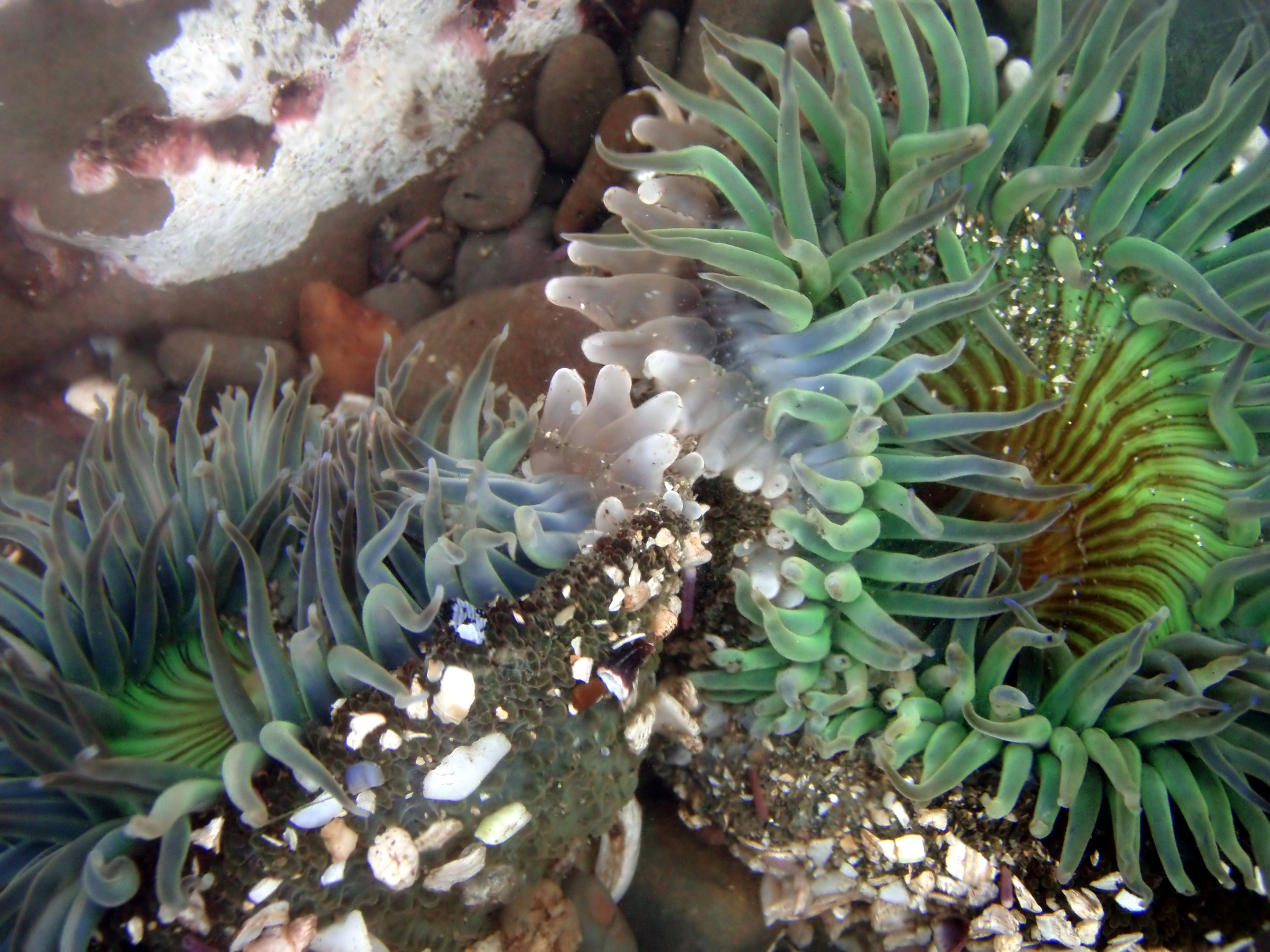
Anemoni marini che competono per il territorio (competizione per sfruttamento)

La competizione o sinnecrosi si può definire come un'interazione biologica tra organismi o specie per la quale l'attitudine (o adeguamento biologico) di uno è ridotta a causa della presenza dell'altro. Esiste una limitazione della quantità di perlomeno una risorsa usata da entrambi gli organismi o specie; tale risorsa può essere cibo, acqua, territorio, possibilità di accoppiamento.
Tanto dentro una specie quanto fra specie differenti è un argomento importante dell'ecologia, specialmente dell'ecologia di comunità. È uno dei vari fattori biotici e abiotici che colpiscono la struttura delle comunità ecologiche: fra membri della stessa specie si chiama competizione intraspecifica e quella che ha luogo tra membri di differenti specie è la competizione interspecifica. 
Non sempre è un fenomeno semplice e diretto, ma può succedere anche in modo indiretto.
Secondo il principio di esclusione competitiva le specie meno atte a competere devono adattarsi o, altrimenti, sono costrette ad estinguersi. Secondo la teoria dell'evoluzione la competizione dentro una specie e tra specie gioca un ruolo fondamentale nella selezione naturale.

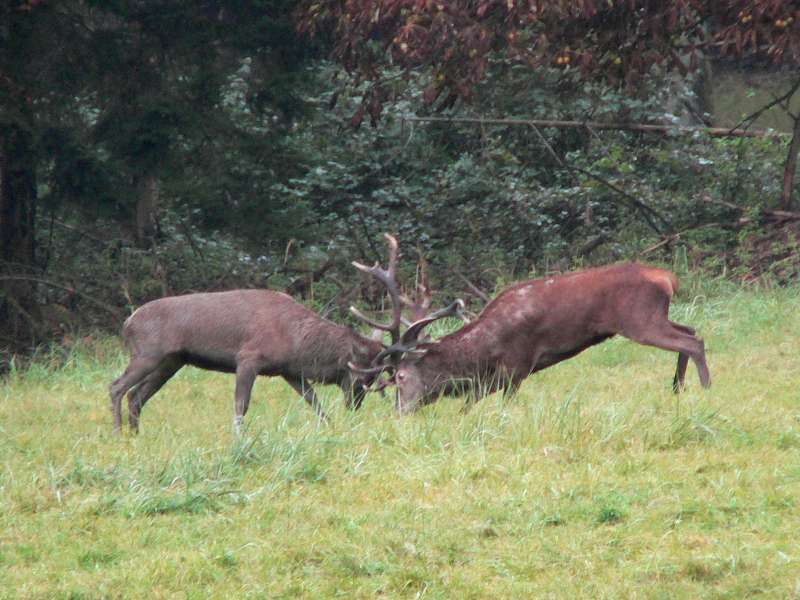
Competizione fra maschi di cervo rosso durante il periodo dell'accoppiamento, esempio di competizione intraspecifica (competizione per interferenza).

## Tipi di competizione
I termini seguenti descrivono i meccanismi biologici attraverso i quali ha luogo la competizione. Questi meccanismi possono essere tanto diretti quanto indiretti e si applicano alla competizione sia intraspecifica che interspecifica.

### Competizione per interferenza
Succede direttamente tra individui durante l'atto di aggressione, ecc. quando un individuo interferisce con gli altri per il cibo, la sopravvivenza, la riproduzione o per stabilirsi in una porzione dell'habitat.

### Competizione per sfruttamento
Succede indirettamente a causa di risorsa limitata comune che agisce come un intermediario. Per esempio, l'uso di una risorsa per alcuni causa la scarsità per altri o, anche la competizione per lo spazio.

### Competizione apparente
Succede indirettamente quando due specie, per esempio, sono prede di un predatore comune.  In tal caso c'è competizione per lo spazio libero dei predatori.

### Per specie

#### Competizione intraspecifica
La competizione intraspecifica si verifica quando i membri della stessa specie sono necessitati a fare uso della stessa risorsa di un ecosistema, come per esempio un territorio o dei luoghi dove costruire dei nidi.
Altro esempio è quello degli alberi che crescono vicino agli altri e che competono per la luce, l'acqua e i nutrienti. Il risultato è che si avranno meno risorse disponibili per gli alberi circostanti, i quali cresceranno in misura inferiore in tali condizioni. Un adattamento a tale situazione è quello di sviluppare maggiore altezza e radici più profonde ed estese. Questo è esempio tanto di competizione intra- quanto inter-specifica.

#### Competizione interspecifica
La competizione interspecifica si ha tra individui di differenti specie che condividono una risorsa comune nella stessa area. Se la risorsa non è sufficiente per mantenere entrambe le popolazioni, il risultato è una riduzione nella fertilità, la crescita e la sopravvivenza di una o più specie. La competizione interspecifica può alterare le popolazioni, le comunità e l'evoluzione delle specie incluse. Per esempio, i leoni e i ghepardi e le loro prede in Africa. Tutti si alimentano delle stesse prede e a volte vengono a trovarsi in conflitto.

## Strategie evolutive
In termini evolutivi la competizione si relaziona al concetto di selezione r/K che si riferisce alla selezione naturale di tratti che facilitano l'esito in certi ambienti. La teoria è derivata dagli studi fatti sulla biogeografia delle isole realizzati dagli ecologi Robert MacArthur e E. O. Wilson.